# César du meilleur acteur

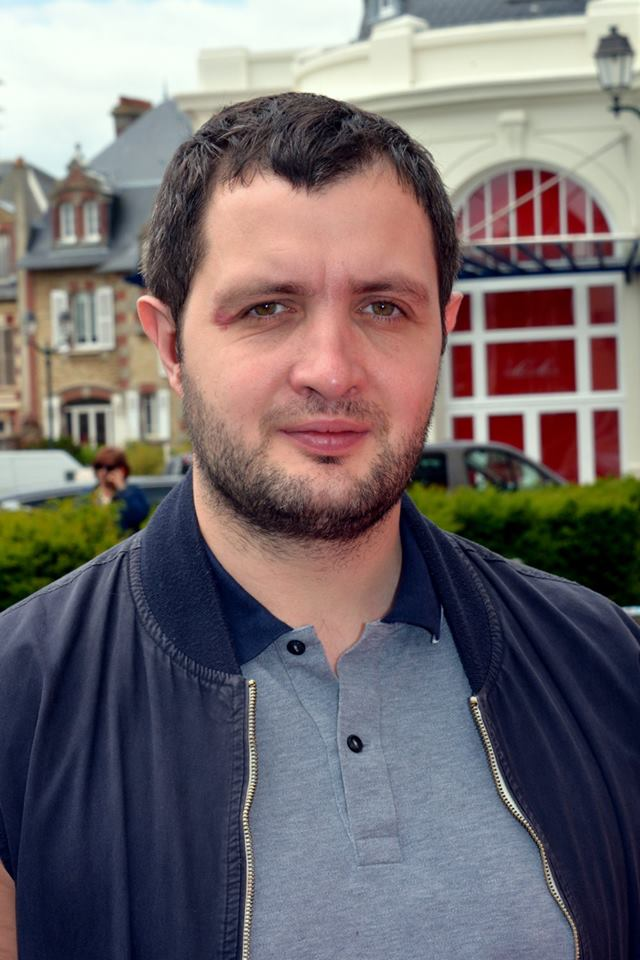
Karim Leklou, lauréat du César du meilleur acteur en 2025 pour son rôle dans Le Roman de Jim.

Le César du meilleur acteur est une récompense cinématographique française décernée par l'Académie des arts et techniques du cinéma depuis la première remise de prix le 3 avril 1976 au Palais des congrès à Paris.

## Statistiques

### Nominations multiples
Acteurs nommés à plusieurs reprises (en gras, les acteurs lauréats au moins une fois) :
- 17 nominations : Gérard Depardieu
- 14 nominations : Daniel Auteuil
- 7 nominations : Michel Serrault
- 6 nominations : Jean-Pierre Bacri, François Cluzet, Vincent Lindon, Fabrice Luchini
- 5 nominations : Vincent Cassel, Patrick Dewaere, Albert Dupontel, Philippe Noiret, Romain Duris
- 4 nominations : Charles Berling, Michel Blanc, Jean Dujardin, Pierre Niney, Michel Piccoli, Jean Rochefort, Philippe Torreton, Lambert Wilson
- 3 nominations : Mathieu Amalric, Claude Brasseur, Michel Bouquet, Alain Chabat, Alain Delon, André Dussollier, Gérard Jugnot, Jean-Pierre Marielle, Jean-Louis Trintignant
- 2 nominations : Jean-Hugues Anglade, Damien Bonnard, Sami Bouajila, Guillaume Canet, Jean Carmet, François Damiens, Jean-Pierre Darroussin, Jacques Dutronc, Jacques Gamblin, Louis Garrel, Hippolyte Girardot, Pascal Greggory, Reda Kateb, Vincent Lacoste, Gérard Lanvin, Benjamin Lavernhe, Gilles Lellouche, Vincent Macaigne, Benoît Magimel, Christophe Malavoy, Denis Ménochet, Pio Marmaï, Yves Montand, Benoît Poelvoorde, Melvil Poupaud, Tahar Rahim, Jean Reno, Omar Sy, Patrick Timsit, Gaspard Ulliel, Benjamin Lavernhe

### Victoires multiples
Acteurs récompensés à plusieurs reprises :
- 3 César : Michel Serrault (1979, 1982 et 1996)
- 2 César : Philippe Noiret (1976, 1990), Gérard Depardieu (1981, 1991), Daniel Auteuil (1987, 2000), Michel Bouquet (2002, 2006), Mathieu Amalric (2005, 2008) et Benoît Magimel (2022, 2023)

### Autres statistiques et situations particulières
Tahar Rahim a cumulé le César du meilleur acteur et le César du meilleur espoir lors de la même cérémonie, en 2010, pour son interprétation dans Un prophète. Auparavant, seul Richard Anconina avait connu un honneur similaire, en 1984, en recevant les récompenses du meilleur second rôle et du meilleur espoir pour son interprétation dans Tchao Pantin. Lors cette même édition 2010, François Cluzet a obtenu deux nominations séparées pour deux films différents : À l'origine et Le Dernier pour la route. Ces cumuls forcèrent l'académie à modifier le règlement pour les éditions suivantes (et dans les mêmes conditions pour les actrices) : un acteur ne peut être nommé que dans une seule catégorie d'interprétation (meilleur acteur, meilleur espoir ou meilleur acteur dans un second rôle), dans celle où il a reçu, au premier tour de vote, le taux de suffrage le plus élevé. Par ailleurs, si l'acteur joue dans plusieurs films, il n'est nommé qu'une seule fois, dans le rôle où il a recueilli le plus de votes.
Le César du meilleur acteur n'a été attribué qu'à une reprise à un rôle non francophone : l'Américain Adrien Brody en 2003 pour Le Pianiste (tourné en anglais). Auparavant, le premier acteur étranger récompensé dans cette catégorie est l'Espagnol Sergi López en 2001 pour Harry, un ami qui vous veut du bien, mais il y joue en français.
Par ailleurs, Adrien Brody est le seul à avoir remporté le César du meilleur acteur et l'Oscar du meilleur acteur pour un même film. En 1991, Gérard Depardieu a obtenu le César pour Cyrano de Bergerac et a été nommé pour l'Oscar sans le remporter, alors que Jean Dujardin a connu la situation inverse, en étant nommé le César en 2012 pour The Artist avant de gagner l'Oscar pour ce rôle. Néanmoins, tous deux ont remporté par ailleurs le Prix d'interprétation masculine au Festival de Cannes pour ces mêmes rôles. Avec Depardieu, seul Vincent Lindon a réussi à cumuler le César et le prix d'interprétation à Cannes pour un même rôle, avec La Loi du marché.
Sept films ont vu deux acteurs principaux nommés l'un contre l'autre : Le Sucre, Tandem, Itinéraire d'un enfant gâté, Le Souper, Les Visiteurs, Intouchables et "Hors Normes". Dans ces circonstances, trois ont réussi à remporter le trophée : Jean-Paul Belmondo pour Itinéraire d'un enfant gâté, Claude Rich pour Le Souper et Omar Sy pour Intouchables.
Le comédien le plus jeune à avoir reçu le César du meilleur acteur est Pierre Niney, récompensé à 25 ans, en 2015, pour Yves Saint Laurent. Inversement, l'acteur le plus âgé à avoir obtenu cette distinction est Jean-Louis Trintignant, primé à 82 ans, en 2013, pour Amour.
Benoît Magimel est le seul comédien, femmes et hommes confondus, à avoir remporté le César dans cette catégorie deux années de suite : en 2022 pour De son vivant puis en 2023 pour Pacifiction : Tourment sur les Îles.
Si l'on cumule les trois catégories d'interprétation, les comédiens les plus nommés de l'histoire des César sont les suivants :
- 17 nominations
  - Gérard Depardieu (17 nominations comme meilleur acteur dont 2 victoires)
- 14 nominations
  - Daniel Auteuil (14 nominations comme meilleur acteur dont 2 victoires)
- 11 nominations
  - François Cluzet (6 nominations comme meilleur acteur dont 1 victoire, 4 nominations comme meilleur second rôle, 1 nomination comme meilleur espoir)
  - Fabrice Luchini (6 nominations comme meilleur acteur, 5 nominations comme meilleur second rôle dont 1 victoire)
- 8 nominations
  - Jean-Hugues Anglade (2 nominations comme meilleur acteur, 5 nominations comme meilleur second rôle dont 1 victoire, 1 nomination comme meilleur espoir)
  - Jean-Pierre Bacri (6 nominations comme meilleur acteur, 2 nominations comme meilleur second rôle dont 1 victoire)
  - André Dussollier (3 nominations comme meilleur acteur dont 1 victoire, 5 nominations comme meilleur second rôle dont 2 victoires)
  - Michel Serrault (7 nominations comme meilleur acteur dont 3 victoires, 1 nomination comme meilleur second rôle)
- 7 nominations
  - Lambert Wilson (4 nominations comme meilleur acteur, 3 nominations comme meilleur second rôle). Il est à ce jour l'acteur le plus nommé parmi ceux qui n'ont jamais remporté de trophée.
- 6 nominations
  - Niels Arestrup (1 nomination comme meilleur acteur, 5 nominations comme meilleur second rôle dont 3 victoires)
  - Patrick Dewaere (5 nominations comme meilleur acteur, 1 nomination comme meilleur second rôle)
  - Vincent Lindon (6 nominations comme meilleur acteur dont 1 victoire)

## Palmarès
Note : le symbole « ♕ » rappelle le lauréat du Lumière du meilleur acteur la même année et le symbole « ♙ » rappelle le nommé pour le Lumière du meilleur acteur la même année.

### Années 1970
- 1976 : Philippe Noiret pour le rôle de Julien Dandieu dans Le Vieux Fusil
  - Gérard Depardieu pour le rôle du Dr Jean-Pierre Berg dans Sept Morts sur ordonnance
  - Victor Lanoux pour le rôle de Ludovic dans Cousin, Cousine
  - Jean-Pierre Marielle pour le rôle de M. Henri Serin dans Les Galettes de Pont-Aven
- 1977 : Michel Galabru pour le rôle de Joseph Bouvier dans Le Juge et l'Assassin
  - Alain Delon pour le rôle de Robert Klein dans Monsieur Klein
  - Gérard Depardieu pour le rôle de Gérard dans La Dernière Femme
  - Patrick Dewaere pour le rôle de Marc dans La Meilleure Façon de marcher
- 1978 : Jean Rochefort pour le rôle de Le Capitaine dans Le Crabe-Tambour
  - Alain Delon pour le rôle de Xavier Maréchal dans Mort d'un pourri
  - Charles Denner pour le rôle de Bertrand Morane dans L'Homme qui aimait les femmes
  - Gérard Depardieu pour le rôle de David Martinaud dans Dites-lui que je l'aime
  - Patrick Dewaere pour le rôle du juge Jean-Marie Fayard dans Le Juge Fayard dit « le Shériff »
- 1979 : Michel Serrault pour le rôle d’Albin Mougeotte dit Zaza Napoli, l'Abeille dans La Cage aux folles
  - Claude Brasseur pour le rôle de Serge dans Une histoire simple
  - Jean Carmet pour le rôle d’Adrien Courtois dans Le Sucre
  - Gérard Depardieu pour le rôle de Renaud D'Homécourt de la Vibraye dit Raoul pour Le Sucre

### Années 1980
- 1980 : Claude Brasseur pour le rôle du commissaire Jacques Fush dans La Guerre des polices
  - Patrick Dewaere pour le rôle de Franck Poupart dit Poupée dans Série noire
  - Yves Montand pour le rôle du procureur Henri Volney dans I… comme Icare
  - Jean Rochefort pour le rôle de Martin Belhomme dans Courage fuyons
- 1981 : Gérard Depardieu pour le rôle de Bernard Granger dans Le Dernier Métro
  - Patrick Dewaere pour le rôle de Bruno Calgani dans Un mauvais fils
  - Philippe Noiret pour le rôle de l'inspecteur Louis Baroni dans Pile ou Face
  - Michel Serrault pour le rôle d’Albin Mougeotte dit Zaza Napoli dans La Cage aux folles 2
- 1982 : Michel Serrault pour le rôle de Jérôme Martinaud dans Garde à vue
  - Patrick Dewaere pour le rôle de Rémi dans Beau-père
  - Philippe Noiret pour le rôle de Lucien Cordier dans Coup de torchon
  - Michel Piccoli pour le rôle de Bernard Malair dans Une étrange affaire
- 1983 : Philippe Léotard pour le rôle de « Dédé » Laffont dans La Balance
  - Gérard Depardieu pour le rôle de Georges Jacques Danton dans Danton
  - Gérard Lanvin pour le rôle d’Antoine Béranger dans Tir groupé
  - Lino Ventura pour le rôle de Jean Valjean dans Les Misérables
- 1984 : Coluche pour le rôle de Lambert dans Tchao Pantin
  - Gérard Depardieu pour le rôle de Jean Lucas dans Les Compères
  - Yves Montand pour le rôle d’Alex dans Garçon !
  - Michel Serrault pour le rôle de l'œil dans Mortelle randonnée
  - Alain Souchon pour le rôle de Florimond dit Pin-Pon dans L'Été meurtrier
- 1985 : Alain Delon pour le rôle de Robert Avranches dans Notre histoire
  - Gérard Depardieu pour le rôle de Charles Saganne dans Fort Saganne
  - Louis Ducreux pour le rôle de M. Ladmiral dans Un dimanche à la campagne
  - Philippe Noiret pour le rôle de l'inspecteur René Boisrond dans Les Ripoux
  - Michel Piccoli pour le rôle d’Akiva Liebskind dans La Diagonale du fou
- 1986 : Christophe Lambert pour le rôle de Fred dans Subway
  - Gérard Depardieu pour le rôle de l’inspecteur Antoine Mangin dans Police
  - Robin Renucci pour le rôle de Forster dans Escalier C
  - Michel Serrault pour le rôle de l'inspecteur Robert Staniland dans On ne meurt que deux fois
  - Lambert Wilson pour le rôle de Quentin dans Rendez-vous
- 1987 : Daniel Auteuil pour le rôle d’Ugolin Soubeyran dit Galinette dans Jean de Florette et Manon des sources
  - Jean-Hugues Anglade pour le rôle de Zorg dans 37°2 le matin
  - Michel Blanc pour le rôle d’Antoine dans Tenue de soirée
  - André Dussollier pour le rôle de Marcel Blanc dans Mélo
  - Christophe Malavoy pour le rôle de Simon dans La Femme de ma vie
- 1988 : Richard Bohringer pour le rôle de Pelo dans Le Grand Chemin
  - Jean Carmet pour le rôle de Miss Mona dans Miss Mona
  - Gérard Depardieu pour le rôle de l'abbé Donissan dans Sous le soleil de Satan
  - Gérard Jugnot pour le rôle de Rivetot dans Tandem
  - Christophe Malavoy pour le rôle de Charles Sambrat dans De guerre lasse
  - Jean Rochefort pour le rôle de Michel Mortez dans Tandem
- 1989 : Jean-Paul Belmondo pour le rôle de Sam Lion dans Itinéraire d'un enfant gâté
  - Richard Anconina pour le rôle d’Albert Duvivier dans Itinéraire d'un enfant gâté
  - Daniel Auteuil pour le rôle de Martial dans Quelques jours avec moi
  - Jean-Marc Barr pour le rôle de Jacques Mayol dans Le Grand Bleu
  - Gérard Depardieu pour le rôle d’Auguste Rodin dans Camille Claudel

### Années 1990
- 1990 : Philippe Noiret pour le rôle du commandant Dellaplane dans La Vie et rien d'autre
  - Jean-Hugues Anglade pour le rôle de Rossignol dans Nocturne indien
  - Michel Blanc pour le rôle de Monsieur Hire dans Monsieur Hire
  - Gérard Depardieu pour le rôle de Bernard Barthélémy dans Trop belle pour toi
  - Hippolyte Girardot pour le rôle d’Hippo dans Un monde sans pitié
  - Lambert Wilson pour le rôle de l'abbé Pierre dans Hiver 54, l'abbé Pierre
- 1991 : Gérard Depardieu pour le rôle de Cyrano de Bergerac dans Cyrano de Bergerac
  - Daniel Auteuil pour le rôle de Pierre François Lacenaire dans Lacenaire
  - Fabrice Luchini pour le rôle d’Antoine dans La Discrète
  - Michel Piccoli pour le rôle de Milou dans Milou en mai
  - Jean Rochefort pour le rôle d’Antoine dans Le Mari de la coiffeuse
  - Michel Serrault pour le rôle du Dr Marcel Petiot dans Docteur Petiot
- 1992 : Jacques Dutronc pour le rôle de Vincent van Gogh dans Van Gogh
  - Hippolyte Girardot pour le rôle de Patrick Perrault dans Hors la vie
  - Gérard Jugnot pour le rôle de Michel Berthier dans Une époque formidable…
  - Jean-Pierre Marielle pour le rôle de Monsieur de Sainte-Colombe dans Tous les matins du monde
  - Michel Piccoli pour le rôle d’Edouard Frenhofer dans La Belle Noiseuse
- 1993 : Claude Rich pour le rôle de Talleyrand dans Le Souper
  - Daniel Auteuil pour le rôle de Stéphane dans Un cœur en hiver
  - Richard Berry pour le rôle d’Adam dans Le petit prince a dit
  - Claude Brasseur pour le rôle de Joseph Fouché dans Le Souper
  - Vincent Lindon pour le rôle de Victor dans La Crise
- 1994 : Pierre Arditi pour le rôle de Toby Teasdale / Miles Coombes / Lionel Hepplewick / Joe Hepplewick dans Smoking/No smoking
  - Daniel Auteuil pour le rôle d’Antoine dans Ma saison préférée
  - Michel Boujenah pour le rôle de Bajou dans Le Nombril du monde
  - Christian Clavier pour le rôle de Jacquouille la fripouille / Jacques-Henri Jacquard dans Les Visiteurs
  - Jean Reno pour le rôle de Godefroy Amaury de Malfête, Comte de Montmirail, d'Apremont et de Papincourt dans Les Visiteurs
- 1995 : Gérard Lanvin pour le rôle de Jean-Paul dans Le Fils préféré
  - Daniel Auteuil pour le rôle de Pierre dans La Séparation
  - Gérard Depardieu pour le rôle de Hyacinthe Chabert dans Le Colonel Chabert
  - Jean Reno pour le rôle de Léon dans Léon
  - Jean-Louis Trintignant pour le rôle de Joseph Kern dans Trois couleurs : Rouge
- 1996 : Michel Serrault pour le rôle de Pierre Arnaud dans Nelly et Monsieur Arnaud
  - Vincent Cassel pour le rôle de Vinz dans La Haine
  - Alain Chabat pour le rôle de Laurent Lafaye dans Gazon maudit
  - François Cluzet pour le rôle d’Antoine dans Les Apprentis
  - Jean-Louis Trintignant pour le rôle du colonel Massagual dans Fiesta
- 1997 : Philippe Torreton pour le rôle de Conan dans Capitaine Conan
  - Daniel Auteuil pour le rôle de Harry dans Le Huitième Jour
  - Charles Berling pour le rôle du baron Grégoire Ponceludon de Malavoy dans Ridicule
  - Fabrice Luchini pour le rôle de Beaumarchais dans Beaumarchais, l'insolent
  - Patrick Timsit pour le rôle d’Adrien dans Pédale douce
- 1998 : André Dussollier pour le rôle de Simon dans On connaît la chanson
  - Daniel Auteuil pour le rôle de Lagardère / le Bossu dans Le Bossu
  - Charles Berling pour le rôle de Jean-Marie dans Nettoyage à sec
  - Alain Chabat pour le rôle de Didier dans Didier
  - Patrick Timsit pour le rôle de Nounours dans Le Cousin
- 1999 : Jacques Villeret pour le rôle de François Pignon dans Le Dîner de cons
  - Charles Berling pour le rôle de Martin dans L'Ennui
  - Jean-Pierre Darroussin pour le rôle de Gabriel Lecouvreur, « le Poulpe » dans Le Poulpe
  - Antoine de Caunes pour le rôle de Simon Eskanazy dans L'homme est une femme comme les autres
  - Pascal Greggory pour le rôle de François dans Ceux qui m'aiment prendront le train

### Années 2000
- 2000 : Daniel Auteuil pour le rôle de Gabor dans La Fille sur le pont
  - Jean-Pierre Bacri pour le rôle de Simon Polaris dans Kennedy et moi
  - Albert Dupontel pour le rôle du Dr Bruno Sachs dans La Maladie de Sachs
  - Vincent Lindon pour le rôle d’Ivan Lansi dans Ma petite entreprise
  - Philippe Torreton pour le rôle de Daniel Lefebvre dans Ça commence aujourd'hui
- 2001 : Sergi López pour le rôle de Harry dans Harry, un ami qui vous veut du bien
  - Jean-Pierre Bacri pour le rôle de Jean-Jacques Castella dans Le Goût des autres
  - Charles Berling pour le rôle de Jean Barnery dans Les Destinées sentimentales
  - Bernard Giraudeau pour le rôle de Frédéric Delamont dans Une affaire de goût
  - Pascal Greggory pour le rôle d’Alain dans La Confusion des genres
- 2002 : Michel Bouquet pour le rôle de Maurice dans Comment j'ai tué mon père
  - Éric Caravaca pour le rôle d’Adrien dans La Chambre des officiers
  - Vincent Cassel pour le rôle de Paul Angeli dans Sur mes lèvres
  - André Dussollier pour le rôle de Paul Guetz dans Tanguy
  - Jacques Dutronc pour le rôle de Dimitri dans C'est la vie
- 2003 : Adrien Brody pour le rôle de Władysław Szpilman dans Le Pianiste (The Pianist)
  - Daniel Auteuil pour le rôle de Jean-Marc Faure dans L'adversaire
  - François Berléand pour le rôle de Jean-Louis Broustal dans Mon idole
  - Bernard Campan pour le rôle de Philippe dans Se souvenir des belles choses
  - Mathieu Kassovitz pour le rôle de Riccardo Fontana dans Amen.
- 2004 : Omar Sharif pour le rôle de monsieur Ibrahim dans Monsieur Ibrahim et les Fleurs du Coran
  - Daniel Auteuil pour le rôle d’Antoine Letoux dans Après vous
  - Jean-Pierre Bacri pour le rôle de Jacques dans Les Sentiments
  - Gad Elmaleh pour le rôle de Choukri dit Chouchou dans Chouchou
  - Bruno Todeschini pour le rôle de Thomas dans Son frère
- 2005 : Mathieu Amalric pour le rôle d’Ismaël dans Rois et Reine
  - Daniel Auteuil pour le rôle de Léo Vrinks dans 36, quai des Orfèvres
  - Gérard Jugnot pour le rôle de Clément Mathieu dans Les Choristes
  - Benoît Poelvoorde pour le rôle de Bernard Frédéric dans Podium
  - Philippe Torreton pour le rôle d’Yvon le Guen dans L'Équipier
- 2006 : Michel Bouquet pour le rôle de François Mitterrand dans Le Promeneur du Champ-de-Mars
  - Patrick Chesnais pour le rôle de Jean-Claude Delsart dans Je ne suis pas là pour être aimé 
  - Romain Duris pour le rôle de Tom dans De battre mon cœur s'est arrêté
  - José Garcia pour le rôle de Bruno Davert dans Le Couperet
  - Benoît Poelvoorde pour le rôle de Laurent Kessler dans Entre ses mains
- 2007 : François Cluzet pour le rôle d’Alexandre Beck dans Ne le dis à personne
  - Michel Blanc pour le rôle d’Aymé Pigrenet dans Je vous trouve très beau
  - Alain Chabat pour le rôle de Luis Costa dit Pipou dans Prête-moi ta main
  - Gérard Depardieu pour le rôle d’Alain Moreau dans Quand j'étais chanteur
  - Jean Dujardin pour le rôle d’Hubert Bonisseur de la Bath, « OSS-117 » dans OSS 117 : Le Caire, nid d'espions
- 2008 : Mathieu Amalric pour le rôle de Jean-Dominique Bauby dans Le Scaphandre et le Papillon
  - Michel Blanc pour le rôle de Adrien dans Les Témoins
  - Jean-Pierre Darroussin pour le rôle de Léo, le jardinier dit Dujardin dans Dialogue avec mon jardinier
  - Vincent Lindon pour le rôle de Bertrand Liévain dans Ceux qui restent
  - Jean-Pierre Marielle pour le rôle de Salomon Bellinsky dans Faut que ça danse !
- 2009 : Vincent Cassel pour le rôle de Jacques Mesrine dans L'Instinct de mort et L'Ennemi public no 1
  - François-Xavier Demaison pour le rôle de Coluche dans Coluche : L'Histoire d'un mec
  - Guillaume Depardieu pour le rôle de Damien dans Versailles
  - Albert Dupontel pour le rôle d’Antoine Méliot dans Deux Jours à tuer
  - Jacques Gamblin pour le rôle de Robert Duval dans Le Premier Jour du reste de ta vie

### Années 2010
- 2010 : Tahar Rahim pour le rôle de Malik El Djebena dans Un prophète
  - Yvan Attal pour le rôle de Stanislas Graff dans Rapt
  - François Cluzet pour le rôle de Paul / Philippe Miller dans À l'origine
  - François Cluzet pour le rôle d’Hervé Chabalier dans Le Dernier pour la route
  - Vincent Lindon pour le rôle de Simon Calmat dans Welcome
- 2011 : Éric Elmosnino pour le rôle de Serge Gainsbourg dans Gainsbourg (vie héroïque)
  - Gérard Depardieu pour le rôle de Serge Pilardosse dans Mammuth
  - Romain Duris pour le rôle d’Alex Lippi dans L'Arnacœur
  - Jacques Gamblin pour le rôle d’Arthur Martin dans Le Nom des gens
  - Lambert Wilson pour le rôle de Christian dans Des hommes et des dieux
- 2012 : Omar Sy pour le rôle de Driss dans Intouchables
  - Sami Bouajila pour le rôle d’Omar Raddad dans Omar m'a tuer
  - François Cluzet pour le rôle de Philippe dans Intouchables
  - Jean Dujardin pour le rôle de George Valentin dans The Artist
  - Olivier Gourmet pour le rôle de Bertrand Saint-Jean dans L'Exercice de l'État
  - Denis Podalydès pour le rôle de Nicolas Sarkozy dans La Conquête
  - Philippe Torreton pour le rôle d’Alain Marécaux dans Présumé Coupable
- 2013 : Jean-Louis Trintignant pour le rôle de Georges dans Amour
  - Jean-Pierre Bacri pour le rôle de Damien Hauer dans Cherchez Hortense
  - Patrick Bruel pour le rôle de Vincent Larchet dans Le Prénom
  - Denis Lavant pour le rôle de Monsieur Oscar dans Holy Motors
  - Vincent Lindon pour le rôle d’Alain Evrard dans Quelques heures de printemps
  - Fabrice Luchini pour le rôle de Germain Germain dans Dans la maison
  - Jérémie Renier pour le rôle de Claude François dans Cloclo
- 2014 : Guillaume Gallienne pour les rôles de Guillaume et Maman dans Les Garçons et Guillaume, à table !
  - Mathieu Amalric pour le rôle de Thomas dans La Vénus à la fourrure
  - Michel Bouquet pour le rôle d’Auguste Renoir dans Renoir
  - Albert Dupontel pour le rôle de Bob Nolan dans 9 mois ferme
  - Grégory Gadebois pour le rôle de Frédi dans Mon âme par toi guérie
  - Fabrice Luchini pour le rôle de Serge Tanneur dans Alceste à bicyclette
  - Mads Mikkelsen pour le rôle de Michael Kohlhaas dans Michael Kohlhaas
- 2015 : Pierre Niney pour le rôle d’Yves Saint Laurent dans Yves Saint Laurent
  - Niels Arestrup pour le rôle de Dietrich von Choltitz dans Diplomatie
  - Guillaume Canet pour le rôle de Franck dans La prochaine fois je viserai le cœur
  - François Damiens pour le rôle de Rodolphe Bélier dans La Famille Bélier
  - Romain Duris pour les rôles de David et Virginia dans Une nouvelle amie
  - Vincent Lacoste pour le rôle de Benjamin dans Hippocrate
  - Gaspard Ulliel pour le rôle d’Yves Saint Laurent dans Saint Laurent
- 2016 : Vincent Lindon pour le rôle de Thierry dans La Loi du marché
  - Jean-Pierre Bacri pour le rôle de François Sim dans La Vie très privée de monsieur Sim
  - Vincent Cassel pour le rôle de Georgio dans Mon roi
  - François Damiens pour le rôle de François dans Les Cowboys
  - Gérard Depardieu pour le rôle de Gérard dans Valley of Love
  - Antonythasan Jesuthasan pour le rôle de Dheepan dans Dheepan
  - Fabrice Luchini pour le rôle de Michel Racine dans L'Hermine
- 2017 : Gaspard Ulliel pour le rôle de Louis dans Juste la fin du monde
  - François Cluzet pour le rôle de Jean-Pierre Werner dans Médecin de campagne
  - Pierre Deladonchamps pour le rôle de Mathieu dans Le Fils de Jean
  - Nicolas Duvauchelle pour le rôle d’Eddie dans Je ne suis pas un salaud
  - Fabrice Luchini pour le rôle d’André Van Peteghem dans Ma Loute
  - Pierre Niney pour le rôle d’Adrien Rivoire dans Frantz
  - Omar Sy pour le rôle de Rafael Padilla, dit "Chocolat" dans Chocolat
- 2018 : Swann Arlaud pour le rôle de Pierre dans Petit Paysan
  - Daniel Auteuil pour le rôle de Pierre Mazard dans Le Brio
  - Jean-Pierre Bacri pour le rôle de Max Angeli dans Le Sens de la fête
  - Guillaume Canet pour son propre rôle dans Rock'n Roll
  - Albert Dupontel pour le rôle d'Albert Maillard dans Au revoir là-haut
  - Louis Garrel pour le rôle de Jean-Luc Godard dans Le Redoutable
  - Reda Kateb pour le rôle de Django Reinhardt dans Django
- 2019 : Alex Lutz pour le rôle de Guy Jamet dans Guy
  - Édouard Baer pour le rôle du marquis des Arcis dans Mademoiselle de Joncquières
  - Romain Duris pour le rôle d’Olivier dans Nos batailles
  - Vincent Lacoste pour le rôle de David dans Amanda
  - Gilles Lellouche pour le rôle de Jean dans Pupille
  - Pio Marmaï pour le rôle d’Antoine Parent dans En liberté !
  - Denis Ménochet pour le rôle d’Antoine Besson dans Jusqu'à la garde

### Années 2020
- 2020 : Roschdy Zem pour le rôle de Yacoub Daoud dans Roubaix, une lumière
  - Daniel Auteuil pour le rôle de Victor dans La Belle Époque
  - Damien Bonnard pour le rôle de Stéphane dans Les Misérables
  - Vincent Cassel pour le rôle de Bruno Haroche dans Hors Normes
  - Jean Dujardin pour le rôle de Marie-Georges Picquart dans J'accuse
  - Reda Kateb pour le rôle de Malik dans Hors normes
  - Melvil Poupaud pour le rôle de Alexandre Guérin dans Grâce à Dieu
- 2021 : Sami Bouajila pour le rôle de Fares dans Un fils
  - Jonathan Cohen pour le rôle de Frédéric dans Énorme
  - Albert Dupontel pour le rôle de JB dans Adieu les cons
  - Niels Schneider pour le rôle de Maxime dans Les choses qu'on dit, les choses qu'on fait
  - Lambert Wilson pour le rôle de Charles de Gaulle dans De Gaulle
- 2022 : Benoît Magimel pour le rôle de Benjamin dans De son vivant
  - Damien Bonnard pour le rôle de Damien dans Les Intranquilles
  - Adam Driver pour le rôle d'Henry McHenry dans Annette
  - Gilles Lellouche pour le rôle de Grégory dans BAC Nord
  - Vincent Macaigne pour le rôle de Mickaël dans Médecin de nuit
  - Pio Marmaï pour le rôle de Yann dans La Fracture
  - Pierre Niney pour le rôle de Mathieu dans Boîte noire
- 2023 : Benoît Magimel pour le rôle du haut-commissaire De Roller dans Pacifiction : Tourment sur les Îles
  - Jean Dujardin pour le rôle de Fred dans Novembre
  - Louis Garrel pour le rôle de Abel Lefranc dans L'Innocent
  - Vincent Macaigne pour le rôle de Simon dans Chronique d'une liaison passagère
  - Denis Ménochet pour le rôle de Peter von Kant dans Peter von Kant
- 2024 : Arieh Worthalter pour le rôle de Pierre Goldman dans Le Procès Goldman
  - Romain Duris pour le rôle de François Marindaze dans Le Règne animal
  - Benjamin Lavernhe pour le rôle de l'Abbé Pierre dans L'Abbé Pierre : Une vie de combats
  - Melvil Poupaud pour le rôle de Grégoire Lamoureux dans L'Amour et les forêts
  - Raphaël Quenard pour le rôle de Yannick dans Yannick
- 2025 : Karim Leklou pour le rôle d'Aymeric dans Le Roman de Jim
  - François Civil pour le rôle de Clotaire dans L'Amour Ouf
  - Benjamin Lavernhe pour le rôle de Thibaut Desormeaux dans En Fanfare
  - Pierre Niney pour le rôle d'Edmond Dantès dans Le Comte de Monte-Cristo
  - Tahar Rahim pour le rôle de Charles Aznavour dans Monsieur Aznavour